# Callistethus yunusi
Callistethus yunusi är en skalbaggsart som beskrevs av Abdullah och Roohi 1969. Callistethus yunusi ingår i släktet Callistethus och familjen Rutelidae. Inga underarter finns listade.